# Stedman Graham

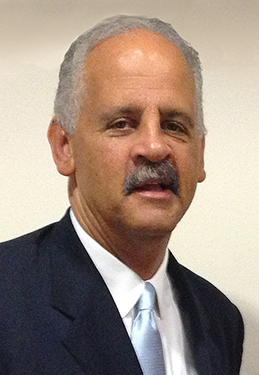
Stedman Graham (2014)

Stedman Graham, född 6 mars 1951 i Whitesboro i New Jersey, är en amerikansk författare, affärsman och föreläsare. Han är mest känd som partner till mediemogulen Oprah Winfrey. Graham och Winfrey förlovade sig i november 1992, men bestämde sig senare att bara ha ett "andligt partnerskap".